# گوتفریت لایبنیتس
گوتفریت ویلهلم لایبنیتس (آلمانی: Gottfried Wilhelm Leibniz؛ ‏ آلمانی: [ˈɡɔtfʁiːt ˈvɪlhɛlm ˈlaɪbnɪts] ()؛ ‏۱ ژوئیه ۱۶۴۶(۱۲ دی ۱۰۲۴ ه.ش) [O.S. ۲۱ ژوئن] – ۱۴ نوامبر ۱۷۱۶ م(۲۳ آبان ۱۰۹۵ ه.ش.))، فیلسوف، منطق‌دان، ریاضی‌دان، فیزیک‌دان، حقوق‌دان، تاریخ‌دان و دیپلمات آلمانی بود که نقش به‌سزایی در سیاست اروپای زمان خود بازی کرد. او بنیان‌گذار دستگاه اعداد دودویی است.
همچنین او بنیان‌گذار محاسبات دیفرانسیل و انتگرال که در کنار معادلات دیفرانسیل زمینهٔ بسیاری از پیشرفت‌های بشر شدند است. بر سر این که او یا نیوتن مبدع علم حسابان بوده‌اند، اختلاف نظر به وجود آمد و از آن‌جا که کمیتهٔ بررسی این اختلاف‌نظر از دوستان نیوتن بودند، نیوتن پیروز این محکمه شد و بیش‌تر کشفیات به نام او ثبت شد. اما درنهایت نمادهایی که امروزه به‌طور گسترده استفاده می‌شوند (مانند {\displaystyle \partial y \over \partial x} برای مشتق و {\displaystyle \int } برای انتگرال) نمادهایی‌اند که لایب‌نیتس نخستین بار به کار گرفت.
او از بزرگ‌ترین فیلسوفان تاریخ فلسفه و در شمار خِردگرایان پیرو رنه دکارت است. منطق نزد او، که «می‌اندیشم» دکارت را بسیار مهم می‌داند، بسیار ارجمند است و در فلسفه‌اش جایگاه و اثری چشم‌گیر و هویدا دارد.
در مکانیک کلاسیک، او بر این عقیده بود که زمان و مکان نسبی‌اند در حالی که نیوتون بر عقیده خودش مبنی بر مطلق بودن زمان و مکان اصرار می‌ورزید.
اگرچه لایبنیتز مورخ حرفه‌ای نبود، اما به‌سبب حضورش در دربار شاه‌گزین هانوفر مأمور تألیف تاریخ خاندان برونسویک شد، تألیفی که تا پایان عمرش ادامه داشت.
در روزگاری که عثمانیان وین را محاصره کرده بودند و شاه‌گزینان آلمانی امپراتوری مقدس روم سخت در جنگ با سپاهیان عثمانی بودند، لایبنیتس سخت پی‌گیر آشتی برقرار کردن میان دولت‌های مسیحی اروپا بود و برای تشویق فرمان‌روایان این دولت‌ها به اختلافات را کنارگذاشتن، با بسیاری از ایشان، از جمله پتر یکم تزار روسیه و لوئی چهاردهم پادشاه فرانسه نامه‌نگاری می‌کرد.
لایبنیتس اهل وسعت نظر بود و می‌کوشید تمام مسالک و معتقدات بشری را باهم سازش دهد و با این که هواخواه دکارت بود، از او کورکورانه پیروی نمی‌کرد و می‌گفت: «فلسفه دکارت به‌منزله دهلیز حقیقت است، از آن باید وارد شد اما نباید آن‌جا متوقف ماند.» با این که لایبنیتس تألیفات فراوانی داشت، کتاب‌های اندکی از او به‌جا مانده است؛ یکی به نام شعور انسان و دیگری به نام خداجویی و هر دو این کتاب‌ها به زبان فرانسوی نوشته شده است.
لایب‌نیتس هم‌چنین در ۱۶۸۴ مجله نامه دانشوران را در لایپزیگ و در ۱۷۰۰ انجمن دانش‌های برلین را بنیاد گذاشت و خودش نخستین رئیس آن شد، که بعدها به فرهنگستان پروس آوازه یافت.

## فلسفه

تمبر یادبود لایب‌نیتس، منتشرشده در سال ۱۹۶۶، جمهوری فدرال آلمان

لایبنیتس مانند جرج بارکلی، فیلسوف ایرلندی، قائل به وجود ماده نبود و آن را توهم و زاییدهٔ ذهن انسان می‌دانست.
فلسفهٔ لایبنیتس بر دو اصل امتناع تناقض و دلیل کافی استوار است. اصل امتناع تناقض بیان می‌دارد، که از میان دو گزارهٔ متناقض تنها یکی می‌تواند درست باشد. اصل جهت کافی مدعی است که بدون جهت و علل کافی هیچ چیز در عالم موجود نمی‌شود و هیچ گزاره‌ای صدق نمی‌کند. با کاربرد این دو اصل، لایبنیتس نتیجه می‌گیرد که به‌موجب اصل امتناع تناقض هر قضیه تحلیلی صادق است و به‌سبب اصل جهت کافی، هر قضیهٔ صادق چون از جهات و مقدمات کافی نتیجه‌گیری می‌شود، پس تحلیلی است؛ بنابراین، قضایای صادق و قضایای تحلیلی هم‌ارز هستند.
لایبنیتس این جهان را بهترین جهانِ ممکن برای زندگی انسان که خدا می‌توانسته بیافریند، می‌دانست و معتقد بود هیچ چیزی در جهان بیهوده نیست و حتی پدیده‌های شر مانند زلزله، قحطی و سیل، زمینه‌ساز خیرند و این حداقل «شرّ گزاف» است، که برای خلق جهانی متعادل ممکن بوده است. در بحث «شرّ اخلاقی» او بر این باور بود، که اختیار و آزادی انسان عمدتاً باعث تولید شرّ اخلاقی (مثل قتل و جنایت و دزدی…) می‌شود. او همچنین جهان را متشکل از ذرات بسیار کوچک و هماهنگ خداگونه به نام «مُنادها» می‌دانست و حتی کتابی به نام منادولوژی دارد.
الاهیاتش را بیش‌تر متأثر از اسپینوزا و دکارت می‌دانند. اگر آرمان خردگرایان را این بدانیم، که بر پایه ایده‌های فطری یا بنیادهای بدیهی خرد نظامی بسازند و پیش کشند، که گذشته از منطق، ریاضی و هندسه، شناخت جهان بیرون از ذهن را هم، با همان درجه از یقین، به دست دهد، لایب‌نیتس بیش‌تر از هر فیلسوفی به این آرمان نزدیک شد. هرچند این آرمان هرگز محقق نشد و اگرچه فلسفه لایب‌نیتس پی‌آیند پژوهش‌های منطقی او نیست، اما او توانست دست‌کم فلسفه‌اش را با منطق مرتبط کند و در هم تأثیر دهد. از دیگر سو، لایب‌نیتس بیش‌تر از دیگر فیلسوفان دوره جدید از فلسفه مدرسی و مابعدالطبیعه سده‌های میانه آگاه بود. همچنین او کتاب پژوهش‌های نو را در پاسخ به تجربه‌گرایان، به‌ویژه اشکال‌های جان لاک در کتاب پژوهش‌هایی دربارهٔ فاهمه انسان، نوشت و از نگره ایده‌های فطری دفاع کرد.

### دوگانه‌های لایبنیتس
فلسفه لایبنیتس سخت تحت تأثیر پژوهش‌های منطقی او است. او می‌کوشد، براساس آرمان خردگرایان، نظامی فلسفی را برسازد که هر گزاره ا ش همچون گزاره‌های ریاضی یقینی باشد. از همین رو، از نگاهی، فلسفه ش بر تحلیل گزاره استوار است و با تقسیم دودویی مفهوم‌ها و تعریف دوگانه‌های گوناگون پیش‌می‌رود.

#### حقیقت عقل و حقیقت واقع
سخن دربارهٔ فلسفه لایبنیتس را می‌توان از این‌جا آغازید، که در نگاه او هر گزاره‌ای یا صورتی موضوعی-محمولی دارد یا می‌توان آن را به گزاره یا گزاره‌هایی تحلیل کرد، که صورت موضوعی-محمولی داشته باشد. نیز در نگاه او حقیقت گزاره‌ای صادق است، گزاره‌ای که مطابق با واقع است، چه این واقع محقق و بالفعل باشد، چه ممکن. از همین نکته تفاوت حقایق عقل و حقایق واقع آشکار می‌شود. حقایق عقل گزاره‌هایی ضروریاند، که یا به‌خودی‌خود بدیهیاند یا می‌توان آنها را به گزاره‌های بدیهی تقلیل داد، اما حقایق واقع گزاره‌هایی نه ضروری، بلکه ممکن اند، زیرا می‌توان نقیضشان را هم تصور کرد، در حالی که تصور نقیض گزاره‌های ضروری به تناقض می‌انجامد. به دیگر سخن، حقایق عقل به‌طور پیشینی برای ما بدیهی اند یا دستِ‌کم با استنتاجی لِمی بدیهی می‌شوند و آدمی با تصور درست موضوع و محمول به‌تنهایی به درستی و صدق شان گواهی می‌دهد، اما حقایق واقع ضروری نیستند و به‌طور پسینی از آن‌ها آگاه ایم و از همین رو برای صدق نیازمند مرجح یا دلیل کافی اند.
به باور لایبنیتس، حقایق عقل محدود به گزاره‌های ریاضی و منطقی نیستند، بلکه هر گزاره‌ای که چیستی یا ذات اشیا را گزارش می‌دهد، ضرورت دارد، اما آنچه وابسته وجود چیزی است، حقیقت واقع است. به دیگر سخن، «وجود»، در جای محمول، در هیچ موضوعی گنجیده یا مندرج نیست. وجود جزو تعریف هیچ چیزی نیست و موجوداتی که بالفعل وجود دارند، وجود شان امکانی است. گزاره «برادر لایبنیتس مرد است»، بنا به تعریفِ «برادر»، حقیقتِ عقل است، اما این که «لایبنیتس نویسنده کتاب منادولوژی است»، حقیقت واقع است، چون خود نیازمند این است، که نویسنده‌ای به نام لایبنیتس وجود داشته باشد، که دست‌به‌کار منادولوژی شود. تنها گزاره‌ای وجودی که ضروری است و نمی‌توان در شمار حقیقت‌های واقع گنجاند، گزاره «خدا هست» است. هستی خدا حقیقت عقل است و ضروری.

#### ضرورت مطلق و مشروط
از آنچه گفته شد، شاید به نظر آید که دوگانه «حقیقت عقل-حقیقت واقع» نزد لایبنیتس کمابیش همان چیزی است که به گزاره تحلیلی و ترکیبی می‌شناسیم. اما چنین نیست و لایبنیتس گزاره‌هایی را نیز که ممکن می‌نمایند، به معنایی، تحلیلی می‌داند. او بر این باور است که هر محمولی در موضوع ش گنجیده است و همه گزاره‌های صادق تحلیلی و ضروری اند. «تحلیلی» اند، به این معنی که می‌توان از امور ذاتاً پسین به امور ذاتاً پیشین گذشت و به مفهوم‌های بدیهی اولی رسید. او برای این که مرادش از تحلیل را روشن کند، تحلیلِ اعداد را مثال می‌زند: با تحلیل اعداد بزرگ‌تر سرانجام به «یک» ها می‌رسیم. نیز «ضروری» اند به این معنی که در خود موضوع گنجیده‌اند و ناگزیر جدایی‌نشدنی. از نگاه لایبنیتس ضرورت دو گونه است: ضرورت مطلق و ضرورت مشروط. لایبنیتس بر این باور است، که همه چیزهای ممکن (به امکان خاص) با هم شدنی یا ممکن (به امکان عام) نیستند. به دیگر سخن ضرورتاً انواعی هستند، که هرگز وجود خارجی نداشته‌اند و نخواهند داشت.
به باور لایبنیتس محمول در هر گزاره صادقی در خود موضوع گنجیده است. حقایق عقل، گزاره‌هایی اند، که عقل آدمی با توان تحلیل کرانمند ش به ضرورت محمول برای موضوع پی‌می‌برد، از همین رو این دسته را حقایق عقل می‌نامد. اما دربارهٔ حقایق واقع، اگرچه باز محمول در موضوع گنجیده و در نتیجه برای آن ضروری است، اما این ضرورت را دریافتن، نیاز به تحلیلی بی‌کران دارد، که از توان عقل کرانمند آدمی بیرون است. در همان مثال اعداد، حقایق عقل مانند اعداد گویا اند، که با تحلیلی کرانمند به «یک» می‌رسیم، اما حقایق واقع به اعداد گنگ می‌مانند، که هرچند در مجموعه اعداد حقیقی جایی دارند، اما تحلیل بی‌پایان شان از توان عقل آدمی بیرون است و نمی‌تواند اعشار شان را درست معین کند. به دیگر سخن همه گزاره‌های صادق ضروری اند و از این حیث تفاوت «حقایق عقل» و «حقایق واقع» در کرانمندی و بی‌کرانی تحلیل محمول است.
به باور لایبنیتس، اگر کسی توان تحلیلی بی‌کران داشته باشد، هر گزاره صادقی نزد او ضروری خواهد بود. در باور لایبنیتس علم خداوند، که هیچ کرانی برای او نمی‌توان انگاشت، به همه گزاره‌ها ضروری است.

#### ضرورت متافیزیکی و ضرورت اخلاقی
چنان‌که گفته شد، هر چه در جهان واقع ضروری است، خود به‌طور مشروط و در نتیجه اختیار و برگزینشِ آفریدگارِ این جهان ضروری افتاده است. جهان واقع فقط مجموعه نوعی ویژه از شدنی‌ها یا ممکناتی است، که باهم بودن شان ناسازگار نیست. از آن جا که می‌توان آمیزه بی‌شماری از امور بی‌شمار ممکن را فرض کرد، که برخی بهتر از دیگران اند، جهان‌های ممکن پرشماری هم هستند، که خود مجموعه‌ای از امور سازگار و باهم-شدنی اند.
در این‌جا لایبنیتس بر آن است، که هم قدرت و هم حکمت را برای خداوند نگاه دارد، یعنی از سویی نشان دهد، که این جهان را اختیار کردن خداوند، از سویی بی‌جهت یا دلیل کافی نبوده است و از دیگر سو خداوند در این جهان را برگزیدن و آفریدن ناگزیر و موجَب نبوده است. او دو اصل دلیل کافی و اصل کمال را این‌جا به میان می‌آورد.
به باور لایبنیتس، آفریدگار این جهان از میان همه آمیزه‌های بی‌شمار شدنی‌ها فقط این زنجیره را برگزیده و آفریده است، زیرا این مجموعه بیشینه کمال را در خود دارد و این دلیل کافی از حکمت او حکایت دارد. از میان همه آمیزه‌ها و زنجیره‌های بی‌شمار یکی بیشینه امکان خارجی را می‌یابد، زیرا امور شدنی اقتضایی ویژه برای موجود شدن دارند و می‌توان گفت، دعوی خاصی برای وجود دارند. اما این که آفریدگار این جهان از میان همه آمیزه‌های بی‌شمار شدنی‌ها زنجیره‌ای از شدنی‌ها را آفریده است، که بیشینه کمال را برآورده است، به این معنی نیست، که او در این کار واداشته، ناگزیر یا موجب بوده است.
این جهان را آفریدن، دلیلی کافی دارد، که این کار ضروری می‌کند، اما نه آن ضرورت هندسی یا منطقی که نفی ش به تناقض بینجامد. آنچه حقایق واقع نامیدیم، بر نخستین اراده او استوار است، اراده‌ای که کمال اعلی را برمی‌گزیند. آفرینش مطلق و بلاشرط ضروری نیست، اما اگر او دست به کار آفرینش شدستی، بی‌گمان بهترین جهان را برگزیدی.

### مناد یا جوهر فرد
از این که از سویی محمول‌های فراوانی بر موضوعی یگانه بار می‌شوند و از سویی دیگر هر محمول در موضوعش گنجیده است، ناگزیر نتیجه می‌شود که وجودی ثابت و پاینده در میان است که تبدلات و عوارض متغیر در او گنجیده است. به باور لایبنیتس، این وجود پاینده همان جوهر است که اگر برای نمونه ظرف زمان را در نظر بگیریم، حالات پیشین و کنونی بر آن بار می‌شوند. این استدلال انی یا پسینی لایبنیتس است. ما هنگامی که تصورات گوناگون را بر موضوعی یگانه بار می‌کنیم، به وجود جوهر پی‌می‌بریم. اما لایبنیتس دلیلی لمی هم برای اثبات وجود جوهر دارد. به باور او، تصور ما از جوهرِ پاینده، پیش‌تر از هر چیز، از تجربه «من» ِ ثابت پدید آمده است.
نتیجه دیگری که لایبنیتس با توجه به بحث‌های پیشین خود بدان اشاره می‌کند این است که جوهر موجودی تام است که واجد چنان مفهوم کاملی است که همه محمول‌ها با همه گوناگونی شان از هم‌او برمی‌آیند.

### پیروان و ستیزندگان
برتراند راسل فلسفه لایبنیتس را دچار ناسازگاری درونی می‌داند. رای راسل این است که او فلسفه‌اش را بر بنیادهایی منطقی استوار می‌کند، اما، به‌ویژه در اخلاق و هستی‌شناسی، بدان‌ها پایبند نمی‌ماند. از همین رو بهترین بخش‌های فلسفه لایبنیتس بیش‌تر انتزاعی اند و بدترین شان بخش‌هایی اند، که با زندگی آدمی سروکار دارد.
کاپلستن می‌کوشد، میان «فلسفه عامیانه» و «آموزه‌های باطنی» لایبنیتس فرق بگذارد و نظر راسل را ملایم کند، اما او خود نیز آن جا اصل کمال لایبنیتس را شرح می‌دهد، می‌گوید دشوار بتوان گنجیدگی بالقوه محمولات در موضوع را نگره اختیار سازگار کرد. کاپلستن این سخن را پیش‌می‌کشد که گویا لایبنیتس از این که به پیروی از فلسفه اسپینوزا متهم شود، بیمناک بوده است و پرسش‌های فراوانی را بی‌پاسخ گذاشته و از این که نگاه ش را روشن کند، خودداری کرده است.

## حسابان

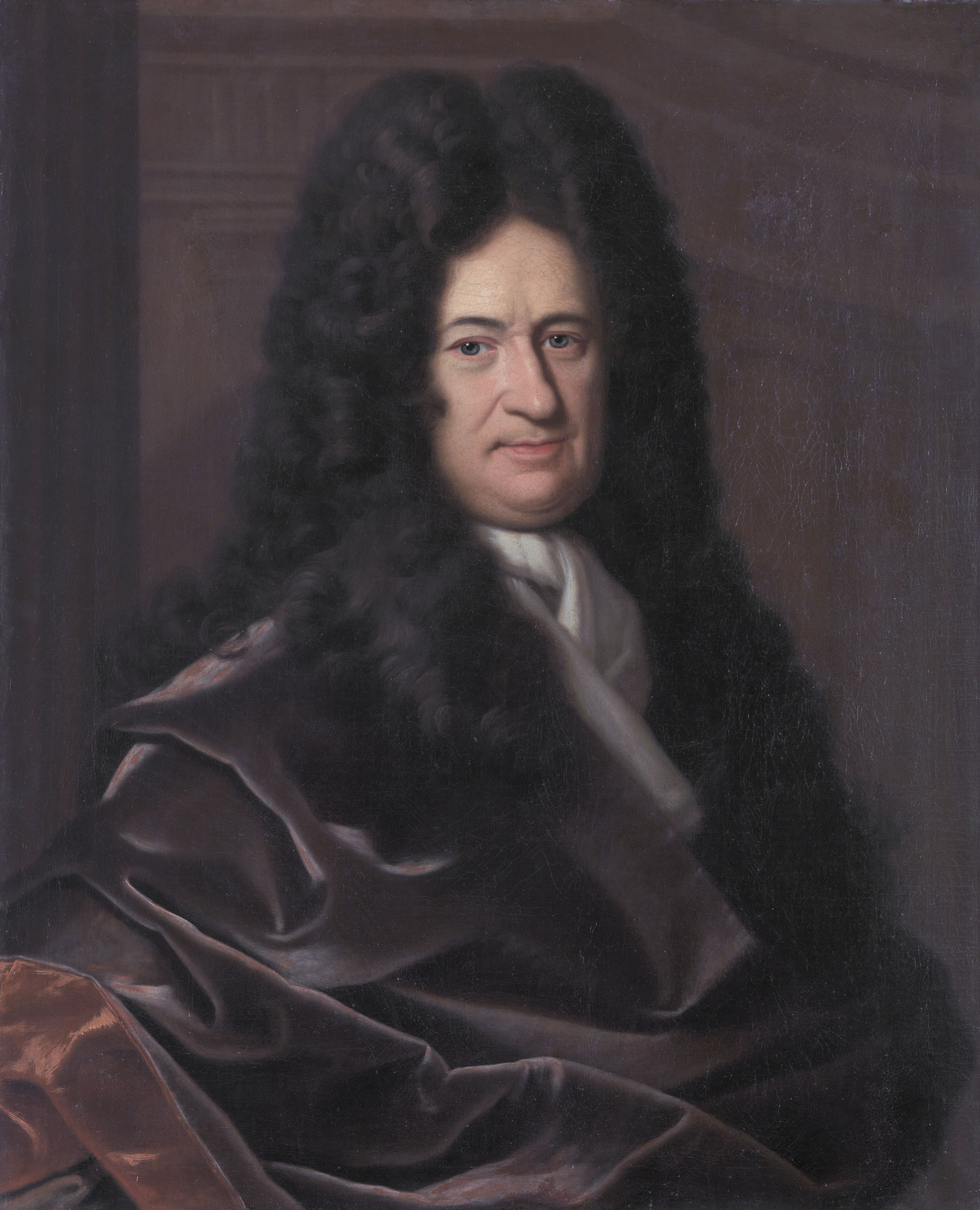
گوتفریت ویلهلم لایب نیتس، برنهارد کریستوف فرانکه

لایبنیتس در کنار نیوتون به عنوان مبدع حسابان (محاسبات دیفرانسیل و انتگرال) شناخته می‌شود. با توجه به یادداشت‌های لایبنیتس که از ۱۱ نوامبر ۱۶۷۵ حساب انتگرال برای اولین بار برای پیدا کردن سطح زیر منحنی نمودار استفاده شد حرکت عظیمی انجام شد.

## یاداشت‌ها
1. ↑  شاید این سخن لایبنیتس برگرفته یا دست‌کم از هم‌ارز پیشینیانش، از فیلسوفان مدرسی تا مسلمان، باشد. دست‌کم تعبیر فیلسوفان مسلمان دربارهٔ ماهیت چه‌بسا در توضیح این سخن لایب‌نیتس خالی از فایده نیست، ماهیت را، از آن حیث که خودش است، چیزی ضروری نیست، جز ذاتی اش. وجود و عدم، هیچ‌یک، در تعریف هیچ ماهیتی جایی ندارند و از این رو هستی و نیستی برای ماهیت، ممکن و برابر اند. وجود تنها برای هویتی ضروری است، که ماهیت ش همان وجود باشد. بنگرید به حسن ملکشاهی و  ۱۳۹۷، ترجمه و شرح اشارات و تنبیهات.

## پانوشت‌ها
1. ↑  Mangold, Max, ed. (2005). Duden-Aussprachewörterbuch (Duden Pronunciation Dictionary) (به آلمانی) (7th ed.). Mannheim: Bibliographisches Institut GmbH. ISBN 978-3-411-04066-7.
2. ↑  Wells, John C. (2008), Longman Pronunciation Dictionary (3rd ed.), Longman, ISBN 9781405881180
3. ↑  تاریخچه کوتاهی از فلسفه، نایجل واربرتون، نشر ققنوس ٩٣
4. ↑  فردریک کاپلستن، «لایبنیتس(۲)»، تاریخ فلسفه، از دکارت تا لایبنیتس، ۳۵۰–۳۵۵.
5. ↑  فردریک کاپلستن، «لایبنیتس(۲)»، تاریخ فلسفه، از دکارت تا لایبنیتس، ۳۵۸–۳۶۴.
6. ↑  فردریک کاپلستن، «لایبنیتس(۳)»، تاریخ فلسفه، از دکارت تا لایبنیتس، ۳۷۶–۳۷۸.
7. ↑  برتراند راسل، شرح انتقادی فلسفه لایبنیتس، ۲۰۲.
8. ↑  فردریک کاپلستن، «لایبنیتس(۲)»، تاریخ فلسفه، از دکارت تا لایبنیتس، ۳۶۳.
9. ↑  Leibniz, Gottfried Wilhelm Freiherr von; Gerhardt, Carl Immanuel (trans.) (1920). The Early Mathematical Manuscripts of Leibniz. Open Court Publishing. p. 93. Retrieved 10 November 2013.